# Чашницы (Переславский район)
Чашницы — деревня в Пригородном сельском поселении Переславского района Ярославской области, недалеко от реки Трубеж. Население на 1 января 2007 года — 14 человек.

## История
Село Горицкого монастыря.